# Eddy De Lépine
 Eddy De Lépine (Fort-de-France, 30 de março de 1984) é um velocista francês, campeão mundial de atletismo no revezamento 4x100 m em Helsinque 2005, junto com os compatriotas Ladji Doucouré, Ronald Pognon, e Lueyi Dovy.